# Jotunkjeldene

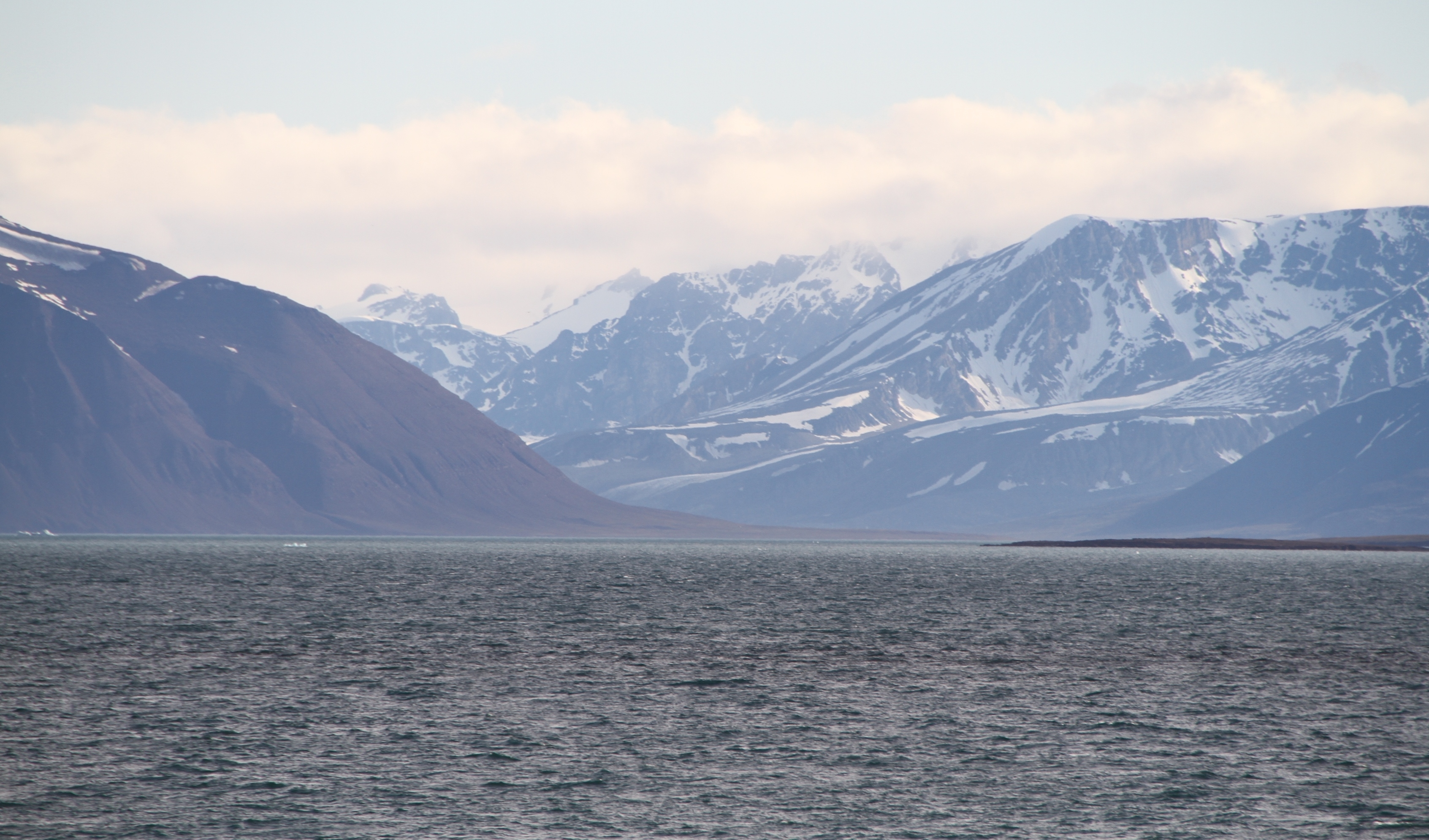
Bockfjorden mot den inre delen

Jotunkjeldene är två närliggande varma källor på Spetsbergen i Svalbard.
Jotunkjeldene ligger på 50 meters höjd över havet, på den sydvästra sidan av Bockfjorden på norra Spetsbergen, nära havet. De ligger vid Sverrefjellet, som är en utslocknad vulkan. Vattnet i källorna är grundvatten som värms upp året runt till minst 20 °C vid uppträngandet genom berggrunden. De är de nordligaste varma källorna i världen.
Källorna ligger på terrasserade hällar, som bildats av kalkutfällningar från källvattnet. På toppen av den östra hällen ligger de två källorna, där det kommer upp varmt vatten, som rinner ner på norrsidan mot havet. Varmvattnet har samband med tidigare vulkanisk aktivitet längs en förkastning i berggrunden. 
I källan finns mossor och alger, som inte förekommer på andra ställen i Svalbard.  
Ett par kilometer sydväst om Jotunkjeldene ligger den varma källan Gygrekjelda.(79°27′08″N 13°13′00″Ö / 79.45214°N 13.2167015°Ö)
Söderut, åtta kilometer in i dalen, ligger de större varma källorna Trollkjeldene vid foten av fjällmassivet Trolltindane,(79°22′31.73″N 13°26′31.25″Ö / 79.3754806°N 13.4420139°Ö) där en vattentemperatur på 28,3 °C mätts upp. Det finns sex källkomplex längs en rak linje, som kan vara en brottzon.